# Tidzi
Tidzi (en àrab تدزي, Tiḏzī; en amazic ⵜⵉⴷⵣⵉ) és una comuna rural de la província d'Essaouira, a la regió de Marràqueix-Safi, al Marroc. Segons el cens de 2014 tenia una població total de 4.057 persones.